# Provida solersque

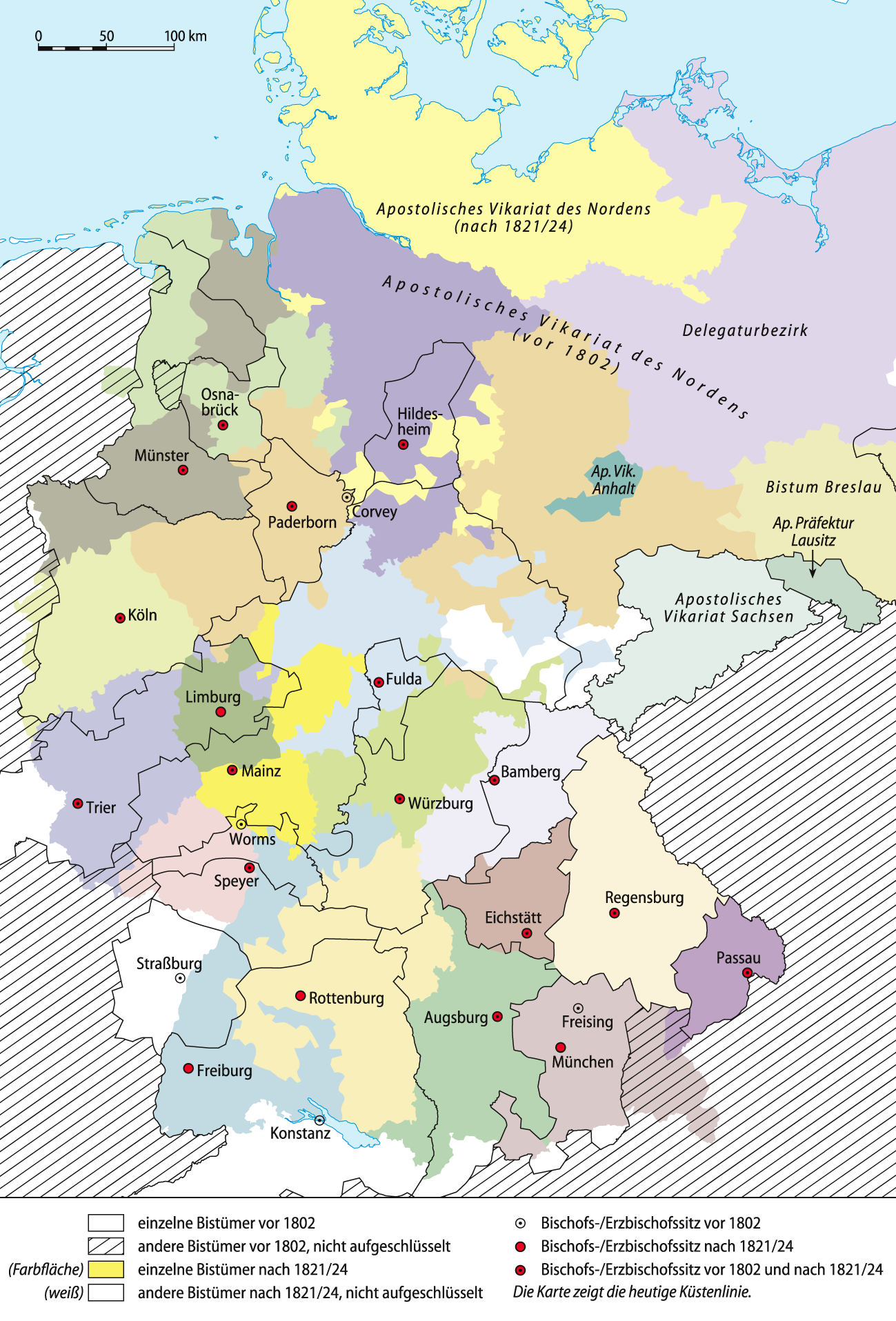
Mappa delle circoscrizioni ecclesiastiche tedesche nellancien régime (tratteggio in nero), e dopo il congresso di Vienna (sezioni colorate).

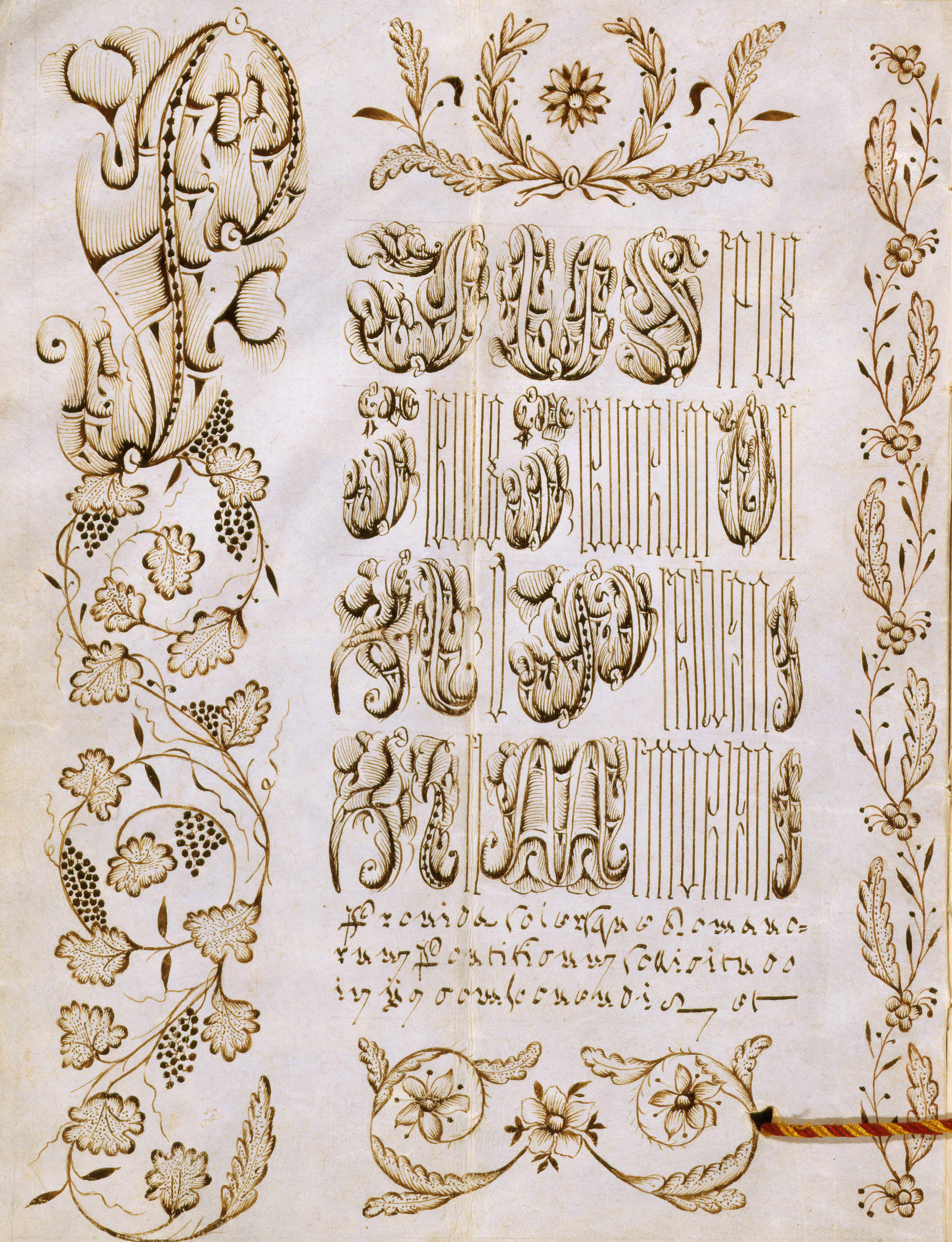
La bolla Provida solersque.

Provida solersque è una bolla di papa Pio VII pubblicata il 16 agosto 1821, con la quale il pontefice riorganizzò le circoscrizioni ecclesiastiche del regno di Württemberg, dei granducati di Baden e di Assia, dell'elettorato d'Assia, del ducato di Nassau e della città libera di Francoforte sul Meno.
Appartiene ad un gruppo di documenti pontifici noti in storiografia come Bolle di circoscrizione (in tedesco: Zirkumskriptionsbulle), ossia un insieme di bolle pubblicate dai papi tra il 1818 e il 1824, con le quali la Santa Sede riorganizzò le circoscrizioni ecclesiastiche nella maggior parte degli Stati della Confederazione germanica in seguito ai cambiamenti politici decisi dal congresso di Vienna.

## Contenuto
La bolla è il frutto di negoziati, svoltosi a Roma, tra la Santa Sede e i plenipotenziari del Regno di Württemberg, dei Granducati di Baden e di Assia, dell'Elettorato d'Assia, del Ducato di Nassau e della città libera di Francoforte sul Meno, a cui si aggiunsero rappresentanti di altri Stati del nord della Confederazione germanica.
Con la Provida solersque Pio VII soppresse formalmente la diocesi di Costanza e la prepositura di Ellwangen, conservò le antiche sedi episcopali di Magonza e di Fulda, ed istituì tre nuove diocesi: Friburgo in Brisgovia, elevata al rango di sede metropolitana, Rottenburg e Limburgo. Queste diocesi costituivano un'unica provincia ecclesiastica a capo della quale erano i metropoliti di Friburgo in Brisgovia.
La bolla stabilì anche l'erezione dei rispettivi capitoli delle cattedrali e dei seminari, definì il territorio di ciascuna circoscrizione ecclesiastica e le rendite per il mantenimento degli alti dignitari di ciascuna diocesi. Johann Baptist von Keller, vescovo titolare di Evara ed ausiliare di Augusta, fu incaricato dell'esecuzione della bolla.

## La nuova organizzazione ecclesiastica
La Provida solersque organizzò territorialmente le seguenti circoscrizioni ecclesiastiche.
- L'arcidiocesi di Friburgo in Brisgovia, di nuova costituzione, comprendeva per intero il granducato di Baden e i principati di Hohenzollern-Hechingen e di Hohenzollern-Sigmaringen; la maggior parte delle parrocchie appartenevano in precedenza alla diocesi di Costanza, mentre altre erano ricavate da quelle diocesi il cui territorio ora apparteneva al granducato di Baden, ossia le diocesi di Strasburgo, Spira, Worms, Würzburg, Basilea e Magonza[1].[2]
- La diocesi di Magonza estendeva la sua giurisdizione sul granducato d'Assia e comprendeva parrocchie che già in precedenza appartenevano alla diocesi, ma anche altre sottratte alle diocesi di Treviri[1], Worms e Fulda, e che ora si trovavano nel territorio del granducato.[3]
- La diocesi di Fulda ebbe come territorio quello dell'elettorato d'Assia, a cui furono aggiunte nove parrocchie del granducato di Sassonia-Weimar-Eisenach. La diocesi era costituita da 70 parrocchie: oltre alle nove di Sassonia-Weimar-Eisenach e alle quaranta che già le appartenevano, furono annesse a Fulda le parrocchie di altre diocesi che ora ricadevano nel territorio dell'elettorato d'Assia, e precisamente 20 della diocesi di Magonza e una della diocesi di Paderborn.[4]
- La diocesi di Rottenburg, di nuova costituzione, si estendeva sull'intero territorio del regno di Württemberg e comprendeva parrocchie che in precedenza erano appartenute al prevostato nullius dioecesis di Ellwangen e alle diocesi di Costanza, Augusta, Spira, Worms e Würzburg.[5]
- La diocesi di Limburgo, di nuova costituzione, comprendeva il ducato di Nassau e la città libera di Francoforte sul Meno e parrocchie che in precedenza appartenevano alle sedi di Treviri, Magonza[1] e Colonia.[6]

Questa suddivisione territoriale, eccetto lievi modifiche successive, è rimasta invariata fino ad oggi.

## Gli eventi successivi
Dopo la pubblicazione della bolla sorsero notevoli difficoltà tra la Santa Sede e i governi locali sulle procedure per la nomina dei vescovi, sia delle tre nuove diocesi, sia delle due già esistenti, Fulda e Magonza, che erano vacanti rispettivamente dal 1817 e 1818.
Dopo lunghe e difficili trattative si giunse ad un accordo, definito dalla bolla Ad dominici gregis custodiam dell'11 aprile 1827 di papa Leone XII, con la quale fu concesso ai capitoli delle cattedrali il diritto di eleggere i propri vescovi, successivamente confermati con la nomina canonica del pontefice. Furono così nominati Bernhard Boll per Friburgo (21 maggio 1827), Jakob Brand per Limburgo (21 maggio 1827), Johann Baptist Judas Thaddeus von Keller per Rottenburg (28 gennaio 1828), Johann Adam Rieger per Fulda (23 giugno 1828) e Joseph Vitus Burg per Magonza (29 settembre 1829).